# Nannoceryx myiella
Nannoceryx myiella là một loài bướm đêm thuộc phân họ Arctiinae, họ Erebidae.